# Барятинская, Мария Фёдоровна
Княгиня Мария Фёдоровна Барятинская, урождённая графиня Мария фон Келлер (англ. Marie Wilhelmine Luise Gräfin von Keller; 11 октября 1792 — 23 февраля 1858) — крупная благотворительница Российской империи, организовавшая несколько приютов для вдов и сирот. Жена князя И. И. Барятинского и мать генерал-фельдмаршала А. И. Барятинского. Её именем была названа усадьба Марьино под Рыльском.

## Биография
Дочь прусского дипломата и министра Христофора фон Келлера (1757—1827), носившего с 1789 г. графский титул, от его брака с графиней Амалией Луизой Сайн-Витгенштейн (1771—1853), сестрой российского фельдмаршала. Детские годы провела в отцовском поместье Штедтен в Тюрингии, жила с родителями в Вене, Париже и Берлине. Получила прекрасное домашнее образование.
Вышла замуж за вдовца князя Ивана Ивановича Барятинского (1767—1825), чрезвычайного посланника в Баварии. Согласно семейной хронике, в молодости князь Барятинский был влюблен в мать своей супруги, в красавицу графиню Амалию Витгенштейн, но на предложение руки и сердца получил отказ. Впоследствии она вышла замуж за графа Келлера. Через двадцать  лет Барятинский посватался к очаровательной дочери своей возлюбленной. На сей раз его предложение было принято, и после свадьбы в Берлине (18 января 1813 года) он увез свою молодую жену в Россию.
Несмотря на большую разницу в возрасте супругов, их брак был вполне счастливым. Князь был «высокий, видный, тонкий мужчина, с нравственными, приятными чертами лица, человек светский и знатный». Первые годы брака Барятинские жили в Петербурге и в Москве. После они провели несколько лет за границей, где знаменитый скульптор Торвальдсен изваял в 1818 году её мраморную статую, но эта работа настолько понравилась автору, что он отказался выдать её княгине и оставил у себя (копия Биссена — в ГМИИ им. Пушкина). В 1820 году супруги окончательно обосновались в Ивановской усадьбе в Курской губернии, где князь самолично управлял имением, энергично и со знанием. Кроме Марьинского дворца, он построил оранжерею, суконную фабрику, кирпичный, известковый и ромово-сахарный заводы. Для жены (сохранившей в России лютеранскую веру) он выстроил кирху, где совершал богослужения немецкий пастор Рейнгардт. Барятинские жили открытым домом, в их оркестре было 40-60 отличных музыкантов, а их театр считался одним из лучших в губернии. 

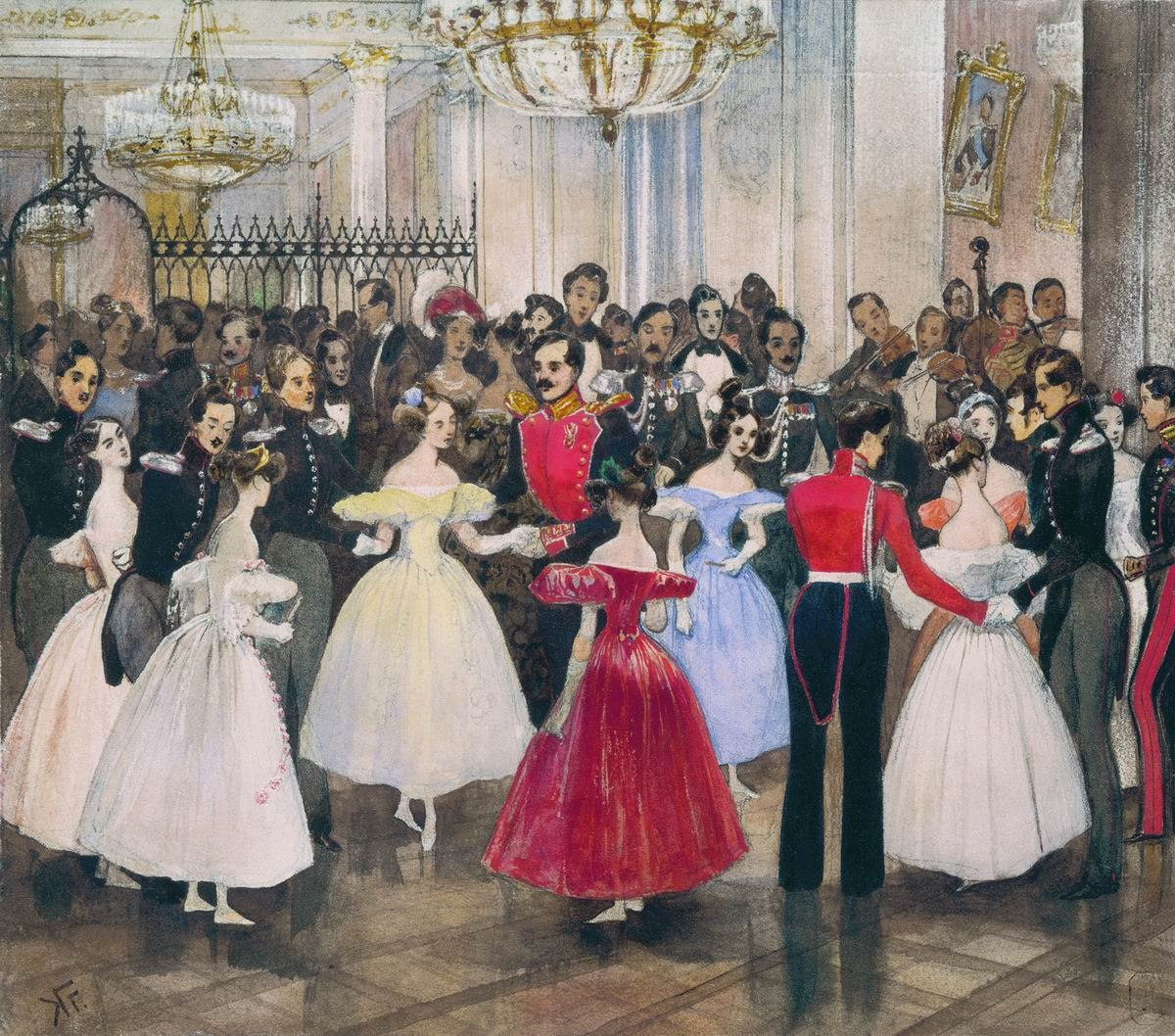
Бал у княгини М. Ф. Барятинской в 1832 год на Дворцовой набережной. Рисунок Г. Гагарина

В июне 1825 года Мария Фёдоровна овдовела. После смерти мужа она прожила в Ивановском шесть лет, посвятив себя всецело воспитанию малолетних детей. Став опекуншей и главной распорядительницей всех имений, «её первым делом было, —  по словам В. А. Инсарского, — выдел её части и сделано это было самым выгодным для неё образом. В Петербурге (куда она переселилась в 1831 году) Мария Фёдоровна вела жизнь роскошную и на одни гардероб употребляла по 100 тысяч рублей ассигнациями в год. Много разъезжала, так как путешествие составляло любимое её препровождение времени». Пользовалась неизменным расположением своей соотечественницы, императрицы Александры Фёдоровны, и была допущена в её интимный круг. Еще молодая и прекрасная, Барятинская имела немало поклонников. К ней питал глубокое чувство граф Матвей Виельгорский, к которому она не осталась равнодушной. Просила дать ей некоторое время на раздумья, но на второе замужество так и не решилась. Любовь к детям заставила её перенести эту жертву. Дружеские отношения между Виельгорским и княгиней остались неизменными. 

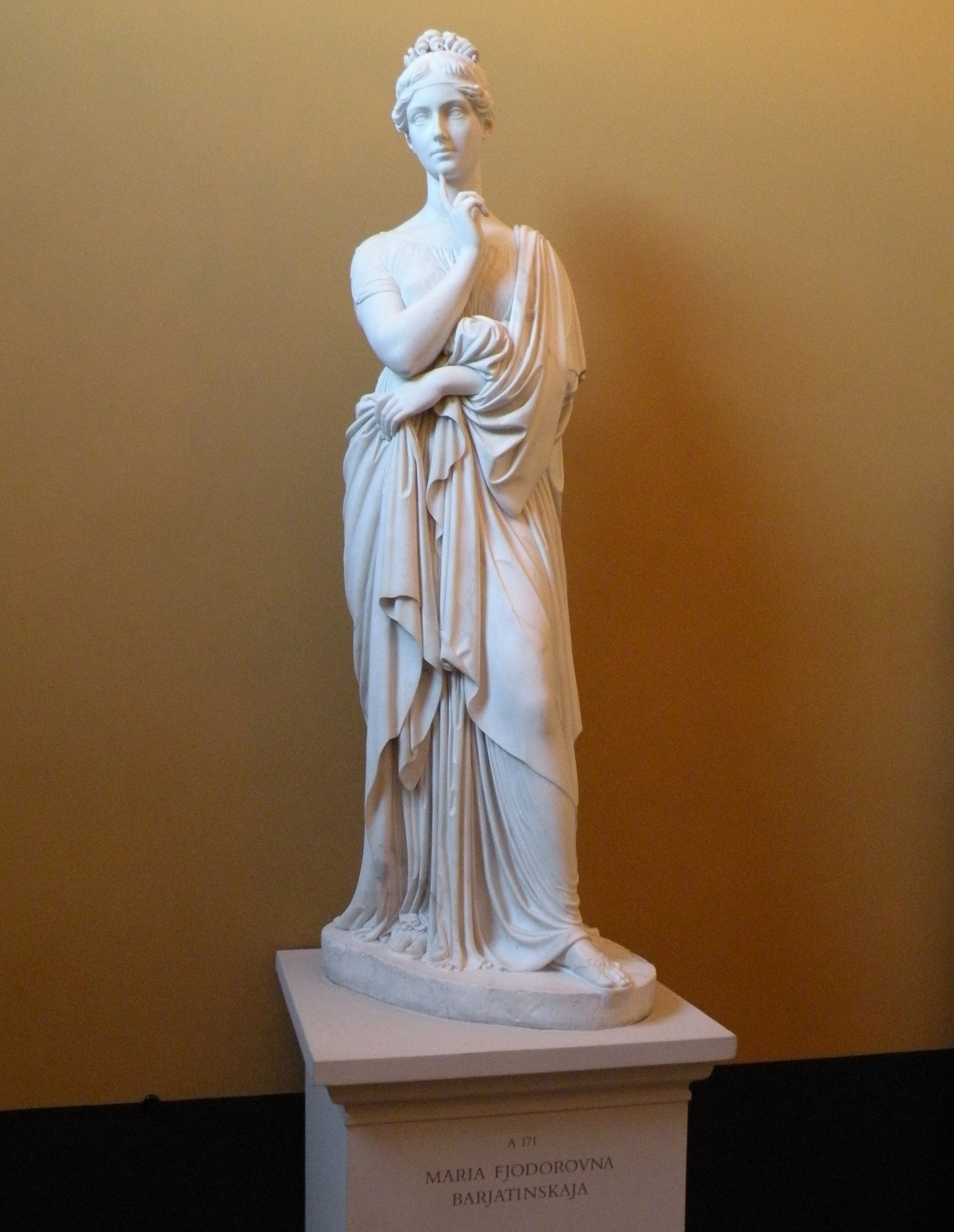
Статуя 1818 года в копенгагенском музее Торвальдсена

В январе 1843 года у Барятинской скончалась в возрасте 24 лет её младшая дочь. «Милая и очаровательная» княгиня Кочубей до свадьбы  цвела здоровьем, а потом скоро начала чахнуть и умерла скоропостижно от лихорадки в Италии. Её болезнь и смерть сыграли решающую роль в окончательном обращении Марии Фёдоровны, в память дочери, к благотворительной деятельности. В том же году она устроила заведение для воспитания бедных детей, под названием Мариинского приюта (Marien-Asyl), по Шлиссельбургской дороге, переданное впоследствии в заведование лютеранской церкви св. Анны, к приходу которой сама принадлежала. В 1846 году Барятинская основала в своем доме (на Сергиевской, 52) приют для дневного пребывания малолетних детей, потом приют для вдов, послуживший началом мариинской богадельни, женскую общину сестер милосердия, для попечения о больных и бедных и, наконец, — вдовий дом в особо купленном ею здании. В начале она сама принимала участие в ведении названных заведений, но потом, за болезнью и частыми заграничными лечениями, должна была отказаться от этого, хотя не переставала до конца жизни помогать им деньгами.
Скончалась в феврале 1858 года в Петербурге, похоронена рядом с мужем в фамильном склепе — крипте Покровской церкви в усадьбе Марьино.

## Дети
- Ольга Ивановна (1814—1876), с 1832 года замужем за графом Владимиром Петровичем Орловым-Давыдовым (1809—1882).
- Александр Иванович (1815—1879), генерал-фельдмаршал; женат с 1862 года на княжне Елизавете Дмитриевне Орбелиани (1835—1899).
- Леонилла Ивановна (1816—1918), фрейлина, с 1834 года замужем за князем Львом Петровичем Витгенштейном (1799—1866); дожила до 102 лет.
- Владимир Иванович (1817—1875), с 1846 года женат на Елизавете Александровне Чернышевой (1826—1902), дочери князя А. И. Чернышёва.
- Мария Ивановна (1818—1843), фрейлина, замужем за князем Михаилом Кочубеем (1813—1876); одна из первых великосветских красавиц.
- Анатолий Иванович (1821—1881), женат с 1842 года на Олимпиаде Владимировне Каблуковой (1822—1904).
- Виктор Иванович (1823—1904), женат с 1855 года на Марии Апполинарьевне Бутеневой (1835—1906).

Дети
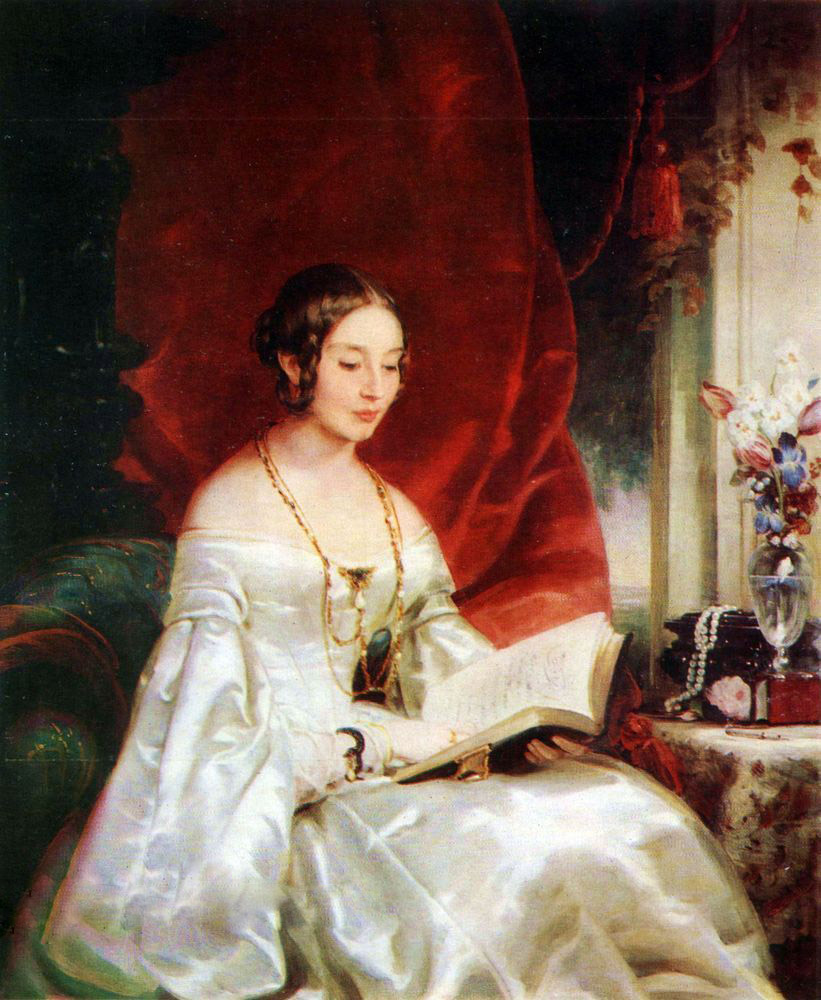
Ольга
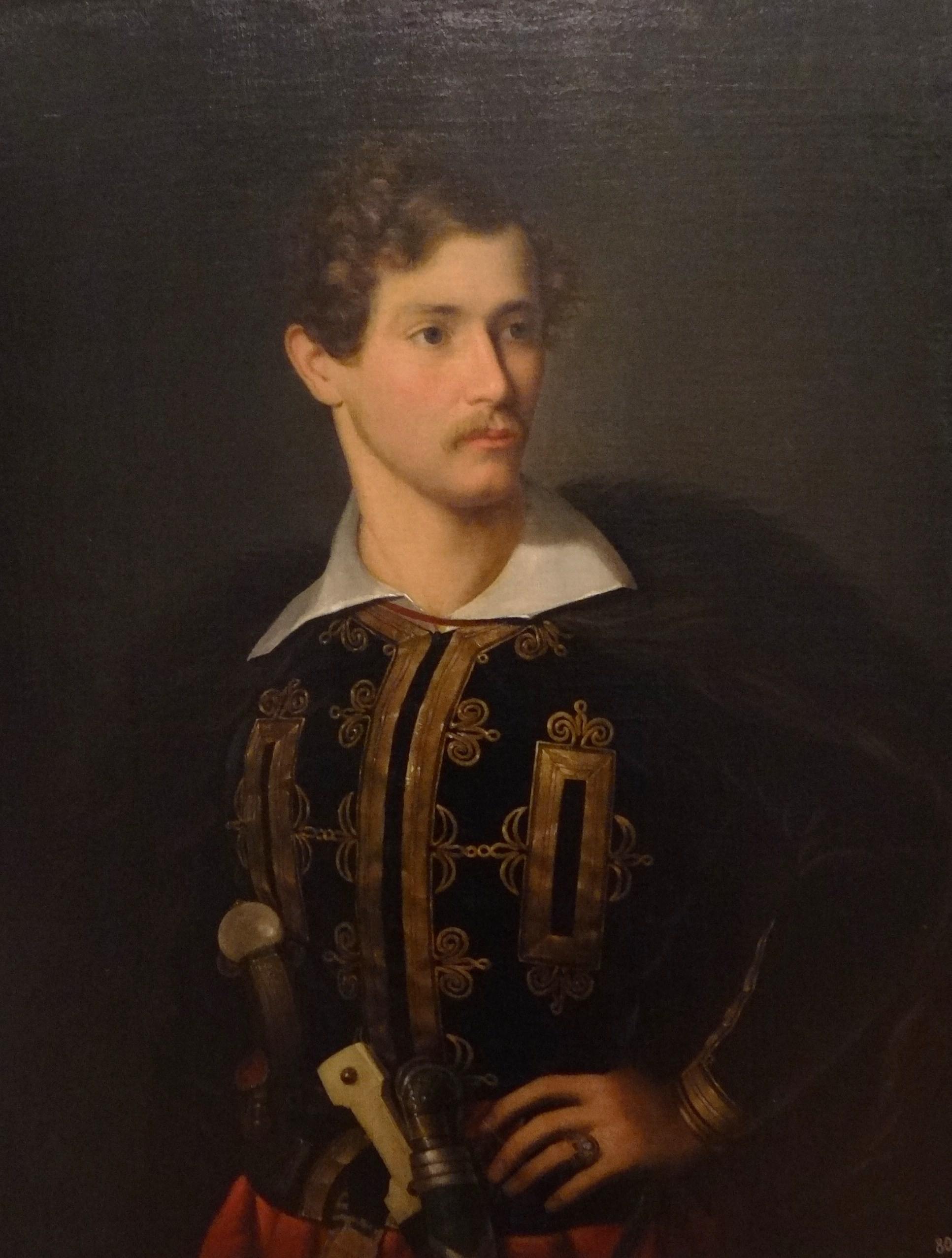
Александр
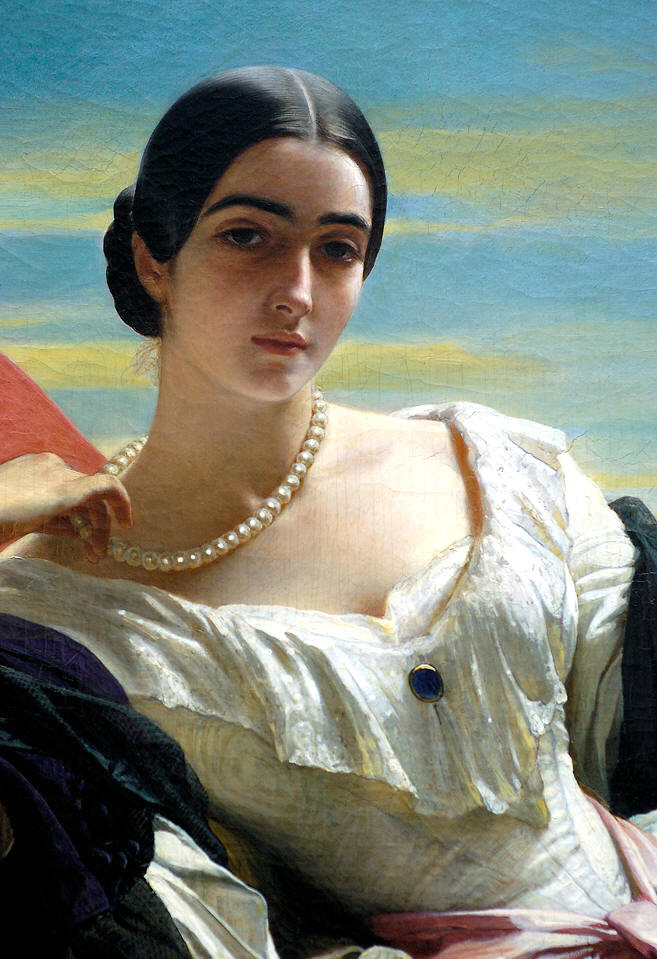
Леонилла
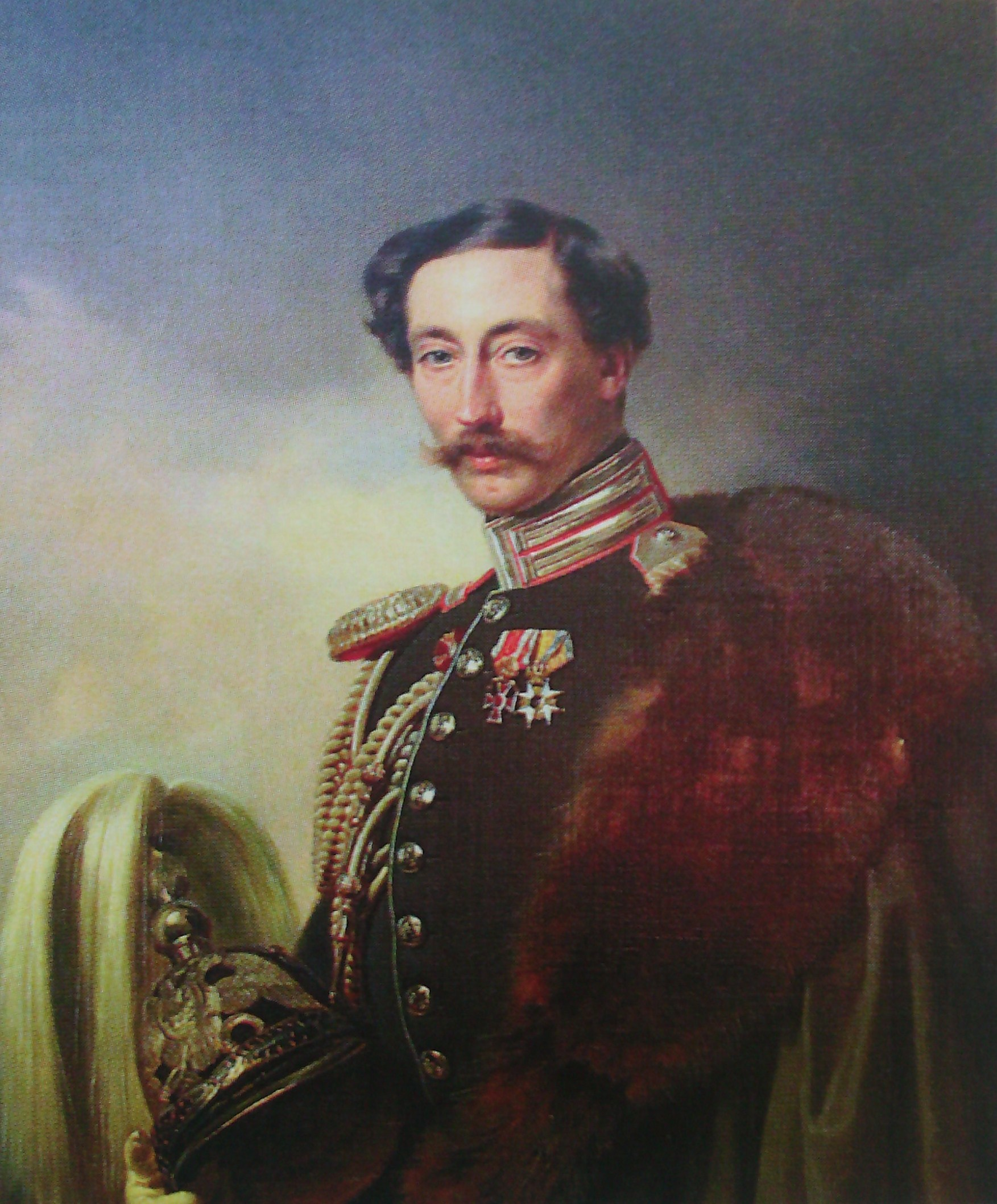
Владимир
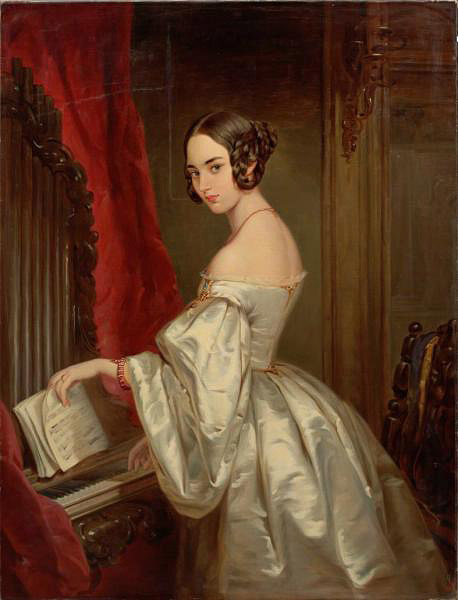
Мария
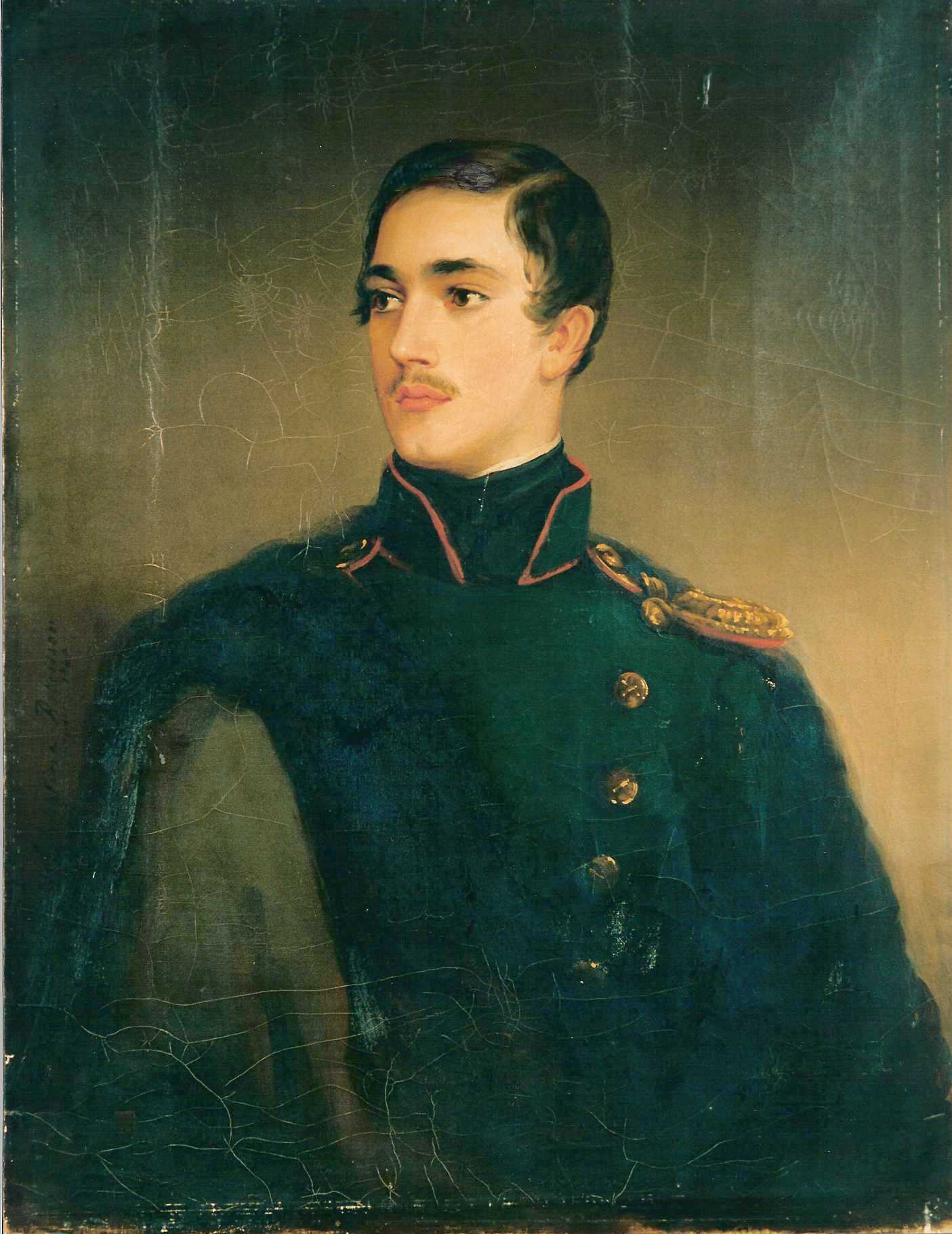
Анатолий
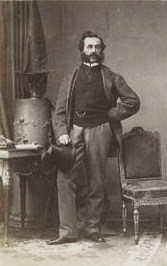
Виктор